# Män utan kvinnor (novellsamling av Murakami)
Män utan kvinnor är en novellsamling av den japanske författaren Haruki Murakami utgiven 2014. 
Novellerna skildrar alla förhållandet mellan män och kvinnor i olika konstellationer. Novellen Samsa in love anspelar på huvudpersonen i Franz Kafkas novell Förvandlingen och har ett omvänt händelseförlopp, om en insekt som finner sig förvandlad till människa. Titelnovellen Män utan kvinnor anspelar på Ernest Hemingways novellsamling med samma titel. 
Den engelska utgåvan av boken fick ett mycket positivt mottagande i The Guardian och The Independent. Vid sin svenska utgivning fick den ett blandat mottagande. Några kritiker framhåll Murakamis förmåga att frammana bitterljuvt melankoliska stämningar, men författaren kritiserades också för sitt sätt att skildra kvinnor.

## Innehåll
- Drive my car
- Yesterday
- Oberoende organ
- Sheherazade
- Kino
- Samsa in love
- Män utan kvinnor